# Europsko prvenstvo u rukometu za žene – Njemačka 1994.
Europsko prvenstvo u rukometu za žene 1994. se održalo od 17. do 25. rujna 1994. u Njemačkoj.
Prvenstvo su osvojile reprezentativke Danske, a Hrvatska ženska rukometna reprezentacija zauzela je 5. mjesto.

## Gradovi domaćini
- Bonn
- Magdeburg
- Oldenburg
- Waiblingen

## Konačni poredak
1. Danska
2. Njemačka
3. Norveška
4. Mađarska
5. Hrvatska
6. Rusija
7. Švedska
8. Češka
9. Austrija
10. Rumunjska
11. Ukrajina
12. Slovačka